# Antônio Pedro Braga
Antônio Pedro Braga (29 de junho de 1908) foi um político brasileiro do estado de Minas Gerais. Foi deputado estadual em Minas Gerais pelo PSD de 1947 a 1951